# エスモードジャポン
エスモード ジャポン（仏語：ESMOD JAPON）は、東京都渋谷区恵比寿にある服飾学校。パリに創設された世界最古のファッション専門教育機関の日本校。日本校でも外国人講師が指導する。エスモード（ESMOD, École supérieure des arts et techniques de la mode）は、世界13か国に全部で19校を開設している。

## 特徴
- グローバルに特化した教育
  - パリ教育システムやメソッドと日本校独自のプログラムを活用し、ファッション界で即戦力となるプロの養成を目的とした教育を実施
  - 日仏はじめインターナショナルな教師陣
  - 多数の留学生が在籍
  - 世界13か国19校に広がる姉妹校との交換留学制度
  - 国際学部留学学科の3年次パリ校留学

- 専門職での就職実績100%
  - 就職サポート
  - 現場連動型の産学共同プロジェクト
  - 卒業に際して、現役の企業・ブランドのデザイナー・パタンナーをはじめとするプロやジャーナリスト、雑誌編集者、マスコミを交えた審査会を開催。

- エキスパート講師による少人数制とより自分自身と向き合える環境がつくりだす高い技術

## エスモードの沿革
- 1841年（天保12年） - ナポレオン3世の宮廷服飾師だったアレクシス・ラヴィーニュ（フランス語版）がパリにファッション専門教育機関を創設[2]。

## エスモードジャポンの沿革
- 1984年（昭和58年）6月 - 東京、原宿にエスモードジャポン開校（現在、恵比寿）
- 1994年（平成6年）4月 - 大阪、北堀江にエスモードジャポン大阪校を開校。2016年、大阪校を閉校し、京都に移転[3]
- 2016年（平成28年）4月 - 京都、下京区四条通りにエスモードジャポン京都校を開校。京都校は2019年度を最後に閉校[4]。

## 学部
- 昼間部
  - 総合コース
  - イングリッシュコース
  - パリ校留学コース
  - インテンシブコース
  - フランス国立工芸院バチェラーコース
- ショートコース
  - ファッションラグジュアリーコース
- 夜間・土曜コース
  - 土曜コース
  - 夜間コース

## 創設者
- 学校創設者のアレクシス・ラヴィーニュは、マヌカン（人台）とメジャー（巻尺）を考案し、また、裁断方法を体系的に記載した本も出版し、業界内の徒弟制度に革命をもたらした[2]。

## 主な出身者
- 桐島かれん（中退）
- 宇津木えり「mercibeaucoup,」
- 田川啓二（夜間コース）
- 伊賀大介（中退）
- 武内昭「シアタープロダクツ」[5]
- 中西妙子「シアタープロダクツ」
- 森田美和「シアタープロダクツ」[5]
- 黒田雄一「LAD MUSICIAN」
- 鈴木淳哉「chloma」
- 増田セバスチャン
- 唐渡亮
- 伊藤聡美[5]